# Hiv
Hiv of humaan immunodeficiëntievirus (wetenschappelijke namen: human immunodeficiency virus 1 en human immunodeficiency virus 2) is een snel muterend retrovirus dat verantwoordelijk is voor aids, een ziekte die het immuunsysteem zodanig verzwakt dat zich levensbedreigende opportunistische infecties en bepaalde vormen van kanker kunnen ontwikkelen. Zonder behandeling wordt de gemiddelde overlevingstijd na infectie met hiv geschat op 9 tot 11 jaar, afhankelijk van het hiv-subtype. Hiv is in de meeste gevallen een seksueel overdraagbare aandoening die zich verspreidt gedurende onveilig seksueel contact.
Hiv infecteert de cellen van het menselijk immuunsysteem, zoals bepaalde T-helpercellen, macrofagen en dendritische cellen. Het immuunsysteem raakt hierdoor ontregeld zodat andere ziekteverwekkers snel het lichaam infecteren en het getroffen individu uiteindelijk in een levensbedreigende toestand brengen.

## Voortplantingscyclus
De gp120-eiwitten (glycoproteïnen) aan het oppervlak van hiv hechten zich aan de CD4-receptoren van de gastheercel. Dan kan het virus zijn RNA in de gastheercel afleveren. Het virale enzym reverse-transcriptase maakt aan de hand van het RNA een DNA-streng, dat door een ander viraal enzym, integrase, in het DNA van de gastheercel wordt ingebouwd, al kan de replicatie van dat DNA voordien al beginnen. In slapende CD4+-T-cellen kan het virus ook slapen en zo lange tijd verborgen blijven. Als het virus-DNA door de gastheercel wordt gelezen, ontstaan nieuwe virusdelen die aan de celmembraan assembleren, zich afsnoeren en nieuwe cellen kunnen infecteren.
Als de gastheercel geactiveerd wordt door antigenen, zal hij in plaats van antilichamen vooral ook nieuwe virussen produceren.

## Aids
Hiv veroorzaakt aids doordat het de CD4+-T-cellen aanvalt en vernietigt. Dit is een groep van lymfocyten (speciale witte bloedcellen) die normaal gesproken het immuunsysteem coördineert in het geval van een infectie. Op deze wijze is het virus niet alleen in staat zichzelf te vermenigvuldigen, maar schakelt het ook het mechanisme uit waarmee het lichaam zich tegen alle pathogenen beschermt.
Door de sterke vermindering van het aantal CD4+-T-cellen kunnen ook andere ziekteverwekkers, die normaal gesproken zonder problemen door het immuunsysteem in de hand worden gehouden, een ziekmakende infectie veroorzaken. Het zijn in de meeste gevallen deze opportunistische infecties waaraan een aidspatiënt overlijdt. Veel aidspatiënten ontwikkelen ook zeldzame vormen van kanker (bekend is het kaposisarcoom) die het immuunsysteem onder normale omstandigheden een halt toe zou roepen.

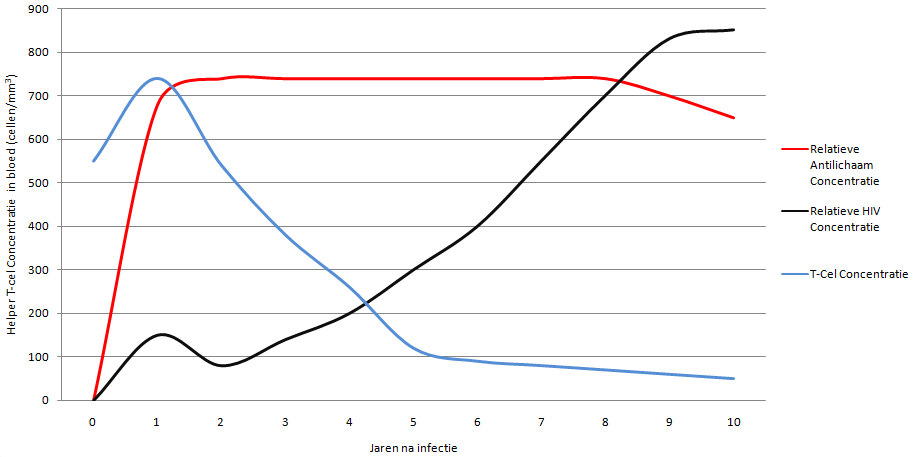
Een grafiek van de relatieve hoeveelheid helper-T-cellen in het bloed na hiv-infectie. Goed te zien is dat de T-cel-concentratie na 1 jaar infectie al begint te dalen, en het aantal virusdeeltjes stijgt.

## Diagnostiek
Als iemand denkt dat hij/zij geïnfecteerd is met hiv, kan er, na eenvoudige bloedafname, laboratoriumonderzoek ingezet worden. Dit onderzoek betreft het aantonen van hiv-antistoffen (drie maanden na infectie bevat het bloed genoeg antistoffen om een diagnose te geven), hiv-antigeen of hiv-RNA en de verhouding tussen CD4- en CD8-T-cellen. Iemand die antistoffen tegen hiv in het bloed heeft, wordt seropositief genoemd.

## Onderzoek en behandeling
Tot nu toe is een hiv-infectie nog niet te genezen.
In de wetenschappelijke literatuur is vooralsnog één geval van genezing van een hiv-infectie beschreven. De patiënt waar het om gaat, leed tevens aan leukemie en werd hiervoor in 2007 behandeld met een stamceltransplantatie. Doordat de getransplanteerde cellen een zeldzame, tegen hiv resistente variant van de CCR5-receptor bevatten, werd de hiv-infectie geklaard. Drie jaar na de operatie bleek, ondanks het stoppen met antiretrovirale therapie, hiv nog altijd niet aantoonbaar in zijn bloed, waardoor van een genezing gesproken kan worden. Vanwege de uitzonderlijke situatie van de genezen hiv-patiënt en het grote risico dat met een stamceltransplantatie gepaard gaat, is hiermee echter geen mogelijke standaardbehandeling ontdekt.
In augustus 2013 zou een Afrikaanse arts vijf patiënten met hiv genezen hebben door ze methotrexaat te geven. Hij baseerde zijn behandeling op een Amerikaanse casus waarbij een patiënt van hiv genas na een beenmergtransplantatie. Zijn bevinding dat hiv zich schuilhoudt in het beenmerg, leidde tot zijn keuze voor methotrexaat. De behandeling heeft de interesse gewekt van wetenschappers en dient nader geverifieerd te worden.
Er bestaat medicatie die de deling van het virus remt en onderdrukt en daardoor het ontstaan van ziekteverschijnselen en aids meestal tegengaat. Bij succesvolle, frequentiegetrouwe toepassing van deze medicatie kan ook de overdracht van hiv van de ene persoon op de andere sterk geminimaliseerd worden.
Wanneer iemand een risico op infectie heeft gelopen (bijvoorbeeld door bloed-bloedcontact met iemand die met hiv-geïnfecteerd is), kan een medicijnenkuur gegeven worden (Post-exposure prophylaxis ofwel PEP). Met PEP (feitelijk hetzelfde als een normale combinatietherapie voor mensen met hiv, maar met een beperkte duur) is de kans dat men hiv-positief wordt een heel stuk kleiner.
Tijdens de zwangerschap van een hiv-positieve moeder vermindert correct gebruik van hiv-remmers de kans op overdracht van hiv op het kind tot minder dan 1%.
De overdracht van hiv tijdens seksueel contact is te voorkomen door het juiste gebruik van goede condooms, beflapjes of PrEP. Er wordt onderzoek gedaan naar het gebruik van vaginale gels, die het virus bij seksueel contact zouden moeten doden en zo infectie zouden moeten voorkomen. Hoewel in-vitro-onderzoeken (dat wil zeggen, in testbuizen en in gekweekte cellen) veelbelovend waren, is een groot medisch onderzoek voortijdig afgebroken, omdat de vrouwen die de gel gebruikten juist vaker met hiv geïnfecteerd bleken te raken. Een verklaring hiervoor is er nog niet.
De beschikbare wetenschappelijke documentatie over de invloed van bepaalde vetzuren en hun monoglyceriden op hiv is opmerkelijk. Van meerdere vetzuren en hun monoglyceriden is vastgesteld dat zij een antivirale (virusvernietigende) werking hebben op het human immunodeficiency virus (hiv). De vetzuren en monoglyceriden zijn in staat om de lipidenenvelop, waar de buitenkant van het virus uit bestaat, oplosbaar te maken en daarmee af te breken. Deze onderzoeksresultaten zijn gepubliceerd in peer-reviewde vakbladen.
Met name de monoglyceriden van de middellange keten vetzuren blijken effectief op te treden tegen deze zogeheten lipid coated viruses, ofwel virussen met een lipoproteïne envelop. Laurinezuur zou het grootste antivirale effect vertonen tegen deze door een lipidenlaag omgeven virussen. Hoewel deze middelen veelbelovend zijn, zijn er nog geen grootschalige langetermijnonderzoeken uitgevoerd naar de mogelijke therapeutische effecten van vetzuren en monoglyceriden op virussen met een lipidenenvelop. Dit soort langetermijnonderzoeken zouden meer bewijs leveren voor de bevindingen uit de kleinschaligere experimenten.
In 2013 presenteerden wetenschappers van de universiteit van Oregon een vaccin dat siv, de hiv-variant van apen, bij resusapen volledig lijkt te vernietigen. Er is echter geen volledige zekerheid of het virus toch niet nog ergens verborgen zit en het vaccin werkt slechts in de helft van de onderzochte apen.
Anno 2019 wordt in een kliniek van een Nederlandse arts in Zuid-Afrika onderzoek gedaan naar een vaginaal in te brengen ring met hiv-afweerstoffen ter preventie van infecties onder jonge vrouwen.

## Dieet bij hiv/aids
De Wereldgezondheidsorganisatie (WHO) heeft aanbevelingen gedaan met betrekking tot de voedingsbehoeften bij hiv/aids. In het algemeen wordt een gezonde voeding gepromoot. De inname van micronutriënten via de voeding in de aanbevolen dagelijkse hoeveelheid door met hiv geïnfecteerde volwassenen wordt door de WHO aanbevolen; een hogere inname van vitamine A, zink en ijzer kan bijwerkingen bij hiv-positieve volwassenen veroorzaken en wordt niet aanbevolen, tenzij er een bewezen tekort eraan is. Voedingssupplementen voor met hiv geïnfecteerde mensen die onvoldoende voeding of voedingstekorten hebben kunnen hun immuunsysteem versterken of hen helpen herstellen van infecties; als er problemen zijn met de eetlust, wordt in een aantal landen medicinale cannabis gebruikt om de voeding te normaliseren.
Gegevens over suppletie met selenium zijn gemengd met enig voorlopig bewijs van voordeel. Bij zwangere en borstvoedende vrouwen met hiv verbeteren multivitaminen de resultaten voor zowel moeders als kinderen. Als een zwangere of borstvoedende vrouw wordt geadviseerd antiretrovirale middelen te gebruiken om de hiv-overdracht van moeder op kind te voorkomen, mag de multivitaminesuppletie deze behandeling niet vervangen.
Er zijn aanwijzingen dat vitamine A-suppletie bij kinderen met een hiv-infectie de sterfte vermindert en de groei bevordert.

## Varianten
Er zijn twee varianten van het aidsvirus bekend. Hiv-1 en hiv-2 veroorzaken beide aids hoewel het ontwikkelen van het ziektebeeld aids na infectie veel langer kan duren bij hiv-2. Hiv-2 wordt voornamelijk aangetroffen in West-Afrika. Beide typen zijn vermoedelijk van apen op de mens overgegaan (bloedcontact bij jacht). In heel veel apensoorten worden retrovirussen gevonden, de zogenaamde simian immunodeficientie virussen (siv). Hiv-1 is het meest verwant aan siv die gevonden worden bij chimpansees (Pan troglodytes) hoewel hiv-1 behorende tot groep O meer overeenkomsten vertonen met siv uit gorilla's (Gorilla gorilla gorilla). Hiv-2 is daarentegen meest waarschijnlijk een transmissie van siv afkomstig van roetmangabey (Cercocebus atys atys). De oorsprong van hiv-1 ligt in Kinshasa (het verspreidingsgebied van Pan troglodites troglodites) en van hiv-2 in West-Afrika, waarschijnlijk Guinee-Bissau/Guinee. Hiv-1 wist zich in de Democratische Republiek Congo snel te verspreiden dankzij het uitgebreide spoorwegennet en de waterwegen. Daarmee wist het virus uiteindelijk de hele wereldbevolking te bereiken.

## Infectie
Hiv is een seksueel overdraagbare aandoening. Onbeschermd seksueel contact, maar ook bloed-op-bloedcontact, onder andere via injectienaalden tijdens bloedtransfusies, en moeder-op-kindtransmissie bij de geboorte en door borstvoeding, zijn de voornaamste manieren waardoor overdracht van het virus mogelijk is.
Om hiv over te dragen, moet er een bepaalde hoeveelheid virus aanwezig zijn. Hiv-remmers zorgen ervoor dat het virus onderdrukt wordt. Wanneer hiv onderdrukt is (viral load van minder dan 200), is het virus niet overdraagbaar via seks. De meeste mensen in Nederland hebben een onderdrukte viral load.
Hiv kan niet overgedragen worden via speeksel, zweet, snot en tranen, want daar zit te weinig virus in. Het kan enkel overgedragen worden via geïnfecteerd (menstruatie)bloed, vaginaal vocht, voorvocht (in mindere mate), sperma en etter. Het geïnfecteerd bloed, vocht, sperma of etter heeft een 'poort' nodig om in het lichaam van een ander persoon binnen te dringen, omdat het virus niet door intacte huid heen kan. Wondjes, blaasjes en zweertjes op het lichaam daarentegen zijn poorten waarlangs het virus wél naar binnen kan. Het virus kan daarnaast ook een lichaam binnendringen via bepaalde slijmvliezen. Infectie is mogelijk als het virus in contact komt met de slijmvliezen van de schaamlippen, baarmoederhals, vagina, eikel, urinebuis, anus, keel, darm, mond en van het oog - zeker als die slijmvliezen niet helemaal intact meer zijn. Niet elk slijmvlies is even doorlaatbaar, het ene is al wat taaier dan het andere. Zo geraakt het virus moeilijker voorbij een intact mondslijmvlies dan voorbij een intact vagina-, eikel- of aarsslijmvlies bijvoorbeeld.

## Evolutie
Dankzij hedendaagse antiretrovirale medicatie (die door wetenschappelijk onderzoek nog steeds verbeterd wordt) en sinds de combinatietherapie ervan, kan men de negatieve werking van hiv remmen en het immuunsysteem opnieuw stabiel houden. Zo werd de levenskwaliteit en levensverwachting van mensen die leven met hiv, zeer behoorlijk en quasi 'normaal', vooral in combinatie met een gezonde levensstijl en regelmatige controle.
Zo leidt goed behandelde hiv in principe niet langer tot aids (en kan men eventueel ook weer uit het kritische aidsstadium geraken). Wanneer dagelijkse medicatie de virusdeeltjes reduceert tot een zodanig klein aantal dat het niet meer exact meetbaar is in het bloed, wordt die virussituatie 'ondetecteerbaar' genoemd; in dat geval is het virus niet overdraagbaar, al blijft bescherming bij seksueel contact aangeraden (ook al tegen andere soa's, die in combinatie met hiv, behandeling kunnen bemoeilijken). Waar een hiv-infectie vóór 1987 vaak een doodvonnis was, is hiv, vooral sinds 1996, mits voldoende medische omkadering nu eigenlijk een chronische aandoening geworden met beperkte effecten.
Desalniettemin bestaat er vaak nog steeds een bepaald stigma en taboe rond hiv en aids (mede door het seksuele aspect van de overdraagbaarheid). Dit kan zorgen voor onbegrip, discriminatie, en sociale isolatie, waardoor de psychologische effecten op hiv-seropositieve mensen soms niet te onderschatten zijn.
Ook zijn de - levenslang dagelijks te nemen - hiv-remmers dure medicatie, hoewel de overheid in meer ontwikkelde landen deze vaak terugbetaalt (temeer omdat dat tegelijk ook verdere infecties helpt voorkomen).
Voor wie hiv-remmers niet vlot beschikbaar zijn, blijft onbehandelde hiv uiteindelijk leiden tot aids en blijft dus dodelijk.

## Verspreiding
In 2004 raakten wereldwijd meer dan vijf miljoen mensen geïnfecteerd met het virus. Dit is het hoogste aantal tot nu toe. De directeur van het aidsprogramma van de Verenigde Naties, de Belg Peter Piot, stelt dat de epidemie zich pas in de aanloop bevindt. Hij verwacht een sterke stijging in de komende jaren.
De Wereldgezondheidsorganisatie WHO daarentegen constateerde een daling in de jaren 2000-2019 met 51%, waarmee hiv/aids op de lijst van meestvoorkomende doodsoorzaken wereldwijd daalde van de achtste naar de negentiende plaats.

## Aidsontkenning
Aanhangers van aidsontkenning menen dat hiv niet de oorzaak is van aids. Als reactie op scepsis over de vraag of aids wordt veroorzaakt door hiv en de opkomst van alternatieve theorieën over de oorzaak van aids, publiceerden in het jaar 2000 zo'n 5000 wetenschappers de Verklaring van Durban, waarin zij stellen dat hiv volgens de geldende wetenschappelijke inzichten de oorzaak is van de ziekte aids.

## Korte geschiedenis
- 1983: dr. Robert Gallo, dr. Luc Montagnier en Françoise Barré-Sinoussi ontdekken het HI-virus (hiv)
- 1985: beschikbaarheid van eerste antiretrovirale medicatie
- 1987: de eerste effectieve therapie tegen hiv (de nucleoside reverse transcriptase inhibitor (NRTI) zidovudine) wordt voor gebruik goedgekeurd door de Amerikaanse FDA.
- 1988: wereldgezondheidsorganisaties roepen 1 december uit tot Wereldaidsdag. Aids wordt bestempeld als een tragedie.
- 1994: de statistieken geven een aantal van 1 miljoen patiënten weer.
- 1996: de combinatietherapie doet zijn intrede en verandert het leven van hiv-patiënten drastisch.
- 1998: men ontdekt een dieptepunt van de ziekte; in Afrika ten zuiden van de Sahara is er een piek van 70% nieuwe infecties en 80% overlijdens bij de bevolking.
- 2000: men ontdekt dat het hiv door apenhandel naar het Westen is overgebracht. Op wereldschaal staat aids op de 5de plaats. Er worden 33 miljoen patiënten geconstateerd.
- 2005: de teller staat op 40,3 miljoen hiv-patiënten. In China ontstaat een ware epidemie.
- 2008: Luc Montagnier en Françoise Barré-Sinoussi delen samen de helft van de 'Nobelprijs voor de Fysiologie of Geneeskunde', voor het achterhalen dat hiv aids veroorzaakt. De andere helft was voor Harald zur Hausen die het humaan papillomavirus (HPV) had ontdekt.
- 2013: Amerikaanse wetenschappers zijn erin geslaagd om verstopte deeltjes van het hiv-virus te doden in geïnfecteerde muizen.[24][25]